# Hendes verden
Hendes verden er en dansk dokumentarfilm fra 1975 med instruktion og manuskript af Lise Roos.

## Handling
Filmen følger en yngre kvinde i hendes hverdag. Hun er sidst i 20'erne, har mand og to dejlige unger og er udearbejdende. Fra tidlig morgen til sen aften har hun fuldt nok at gøre. Selv de små problemer bliver store, og hun kommer ud for situationer, som hun ikke har kræfter til at klare. Det er en belastning for hendes omgivelser - og for hende selv.